# NHL 2015/2016
NHL 2015/2016 byla 98. de facto (a 99. de iure) sezónou severoamerické Národní hokejové ligy. Byla rozdělena do dvou konferencí a čtyř divizí. Základní část začala 7. října 2015 utkáním mezi Torontem a Montrealem a skončila 10. dubna 2016 zápasem Washingtonem proti Anaheimu. Playoff o Stanley Cup začalo 13. dubna a skončilo šestým finálovým utkání 13. června 2016.
Celkový 4. Stanley Cup získalo mužstvo Pittsburgh Penguins, které ve finále Stanley Cupu přehrálo v sérii San Jose Sharks v poměru 4:2 na zápasy.

## Informace o týmech

### Východní konference
| Divize              | Mužstvo      | Město, Stát               | Češi a Slováci                                                            | Současná soupiska | Tehdejší kapitán  | Tehdejší trenér |
| ------------------- | ------------ | ------------------------- | ------------------------------------------------------------------------- | ----------------- | ----------------- | --------------- |
| Atlantická divize   | Boston       | Boston, Massachusetts     | David Krejčí, David Pastrňák, Zdeno Chára (SK)                            | Zde               | Zdeno Chára       | Claude Julien   |
| Atlantická divize   | Buffalo      | Buffalo, New York         | nikdo                                                                     | Zde               | Brian Gionta      | Dan Bylsma      |
| Atlantická divize   | Detroit      | Detroit, Michigan         | Petr Mrázek, Jakub Kindl, Tomáš Nosek, Tomáš Tatar (SK), Tomáš Jurčo (SK) | Zde               | Henrik Zetterberg | Jeff Blashill   |
| Atlantická divize   | Florida      | Sunrise, Florida          | Jaromír Jágr, Jakub Kindl, Jiří Hudler*                                   | Zde               | Willie Mitchell   | Gerard Gallant  |
| Atlantická divize   | Montreal     | Montréal, Quebec          | Tomáš Plekanec, Tomáš Fleischmann                                         | Zde               | Max Pacioretty    | Michel Therrien |
| Atlantická divize   | Ottawa       | Ottawa, Ontario           | Milan Michálek                                                            | Zde               | Erik Karlsson     | Dave Cameron    |
| Atlantická divize   | Tampa        | Tampa, Florida            | Andrej Šustr, Ondřej Palát                                                | Zde               | Steven Stamkos    | Jon Cooper      |
| Atlantická divize   | Toronto      | Toronto, Ontario          | Roman Polák, Martin Marinčin (SK)                                         | Zde               | Dion Phaneuf      | Mike Babcock    |
| Metropolitní divize | Carolina     | Raleigh, Severní Karolína | Michal Jordán, Andrej Nestrašil                                           | Zde               | Eric Staal        | Bill Peters     |
| Metropolitní divize | Columbus     | Columbus, Ohio            | nikdo                                                                     | Zde               | Nick Foligno      | Todd Richards   |
| Metropolitní divize | New Jersey   | Newark, New Jersey        | Patrik Eliáš, Jiří Tlustý                                                 | Zde               | Bryce Salvador    | John Hynes      |
| Metropolitní divize | Islanders    | Uniondale, New York       | Jaroslav Halák (SK), Marek Židlický                                       | Zde               | John Tavares      | Jack Capuano    |
| Metropolitní divize | Rangers      | New York , New York       | nikdo                                                                     | Zde               | Ryan McDonagh     | Alain Vigneault |
| Metropolitní divize | Philadelphia | Filadelfie, Pensylvánie   | Radko Gudas, Jakub Voráček, Michal Neuvirth                               | Zde               | Claude Giroux     | David Hakstol   |
| Metropolitní divize | Pittsburgh   | Pittsburgh, Pensylvánie   | nikdo                                                                     | Zde               | Sidney Crosby     | Mike Sullivan   |
| Metropolitní divize | Washington   | Washington, D.C.          | nikdo                                                                     | Zde               | Alexandr Ovečkin  | Barry Trotz     |

### Západní konference
| Divize           | Mužstvo     | Město, Stát                 | Češi a Slováci                                             | Současná soupiska | Tehdejší kapitán  | Tehdejší trenér   |
| ---------------- | ----------- | --------------------------- | ---------------------------------------------------------- | ----------------- | ----------------- | ----------------- |
| Pacifická divize | Anaheim     | Anaheim, Kalifornie         | Jiří Sekáč                                                 | Zde               | Ryan Getzlaf      | Bruce Boudreau    |
| Pacifická divize | Calgary     | Calgary, Alberta            | Ladislav Šmíd, Jiří Hudler, Michael Frolík, Jakub Nakládal | Zde               | Mark Giordano     | Bob Hartley       |
| Pacifická divize | Edmonton    | Edmonton, Alberta           | Andrej Sekera (SK)                                         | Zde               | Andrew Ference    | Todd McLellan     |
| Pacifická divize | Los Angeles | Los Angeles, Kalifornie     | Marián Gáborík (SK)                                        | Zde               | Dustin Brown      | Darryl Sutter     |
| Pacifická divize | Arizona     | Arizona, Arizona            | Martin Hanzal, Zbyněk Michálek                             | Zde               | Shane Doan        | Dave Tippett      |
| Pacifická divize | San Jose    | San Jose, Kalifornie        | Tomáš Hertl                                                | Zde               | Joe Pavelski      | Peter DeBoer      |
| Pacifická divize | Vancouver   | Vancouver, Britská Kolumbie | Radim Vrbata                                               | Zde               | Henrik Sedin      | Willie Desjardins |
| Centrální divize | Chicago     | Chicago, Illinois           | Michal Rozsíval, Marián Hossa (SK)                         | Zde               | Jonathan Toews    | Joel Quenneville  |
| Centrální divize | Colorado    | Denver, Colorado            | nikdo                                                      | Zde               | Gabriel Landeskog | Patrick Roy       |
| Centrální divize | Dallas      | Dallas, Texas               | Aleš Hemský, Radek Faksa                                   | Zde               | Jamie Benn        | Lindy Ruff        |
| Centrální divize | Minnesota   | Saint Paul, Minnesota       | nikdo                                                      | Zde               | Mikko Koivu       | Mike Yeo          |
| Centrální divize | Nashville   | Nashville, Tennessee        | nikdo                                                      | Zde               | Shea Weber        | Peter Laviolette  |
| Centrální divize | St. Louis   | St. Louis, Missouri         | Dmitrij Jaškin                                             | Zde               | David Backes      | Ken Hitchcock     |
| Centrální divize | Winnipeg    | Winnipeg, Manitoba          | Ondřej Pavelec                                             | Zde               | Andrew Ladd       | Paul Maurice      |

- Pozn. Jiří Hudler strávil první půlku základní části ve Floridě Panters a druhou půlku v Calgary Flames.

## Základní část
Základní část probíhala od 7. října 2015 do 10. dubna 2016. Její vítězem se stal tým Washington Capitals, který tak získal Prezidentský pohár pro vítěze základní části.

### Konečné tabulky
V případě rovnosti bodů o vyšším umístění rozhodovala tato kritéria:
1. Menší počet odehraných zápasů (tj vyšší procento získaných bodů).
2. Více vítězství v základní hrací době nebo v prodloužení (ne po samostatných nájezdech), v tabulkách uvedeno v posledním sloupci pod zkratkou VZP.
3. Body ze vzájemných zápasů.
4. Gólový rozdíl skóre ze všech zápasů.

| Vysvětlivky                                                                |
| -------------------------------------------------------------------------- |
| Celkový vítěz základní části (zisk Presidents' Trophy) a postup do playoff |
| Tým skončil na prvním místě v konferenci a postoupil do playoff            |
| Tým skončil na prvním místě v divizi a postoupil do playoff                |
| Ostatní týmy přímo postupující do playoff                                  |
| Postupující do playoff na divokou kartu                                    |
| Vyřazené týmy na divokou kartu                                             |
| Ostatní vyřazené týmy                                                      |

Poznámka: Na divokou kartu postoupily z každé konference dva nejlepší týmy ze čtyř na 4. a 5. místě.

#### Východní konference
| Atlantická divize |                     |    |    |    |    |     |     |     |     |
| Poz.              | Tým                 | Z  | V  | PP | P  | VG  | IG  | B   | VZP |
| 1.                | Florida Panthers    | 82 | 47 | 9  | 26 | 239 | 203 | 103 | 40  |
| 2.                | Tampa Bay Lightning | 82 | 46 | 5  | 31 | 227 | 201 | 97  | 43  |
| 3.                | Detroit Red Wings   | 82 | 41 | 11 | 30 | 211 | 224 | 93  | 39  |
| 4.                | Boston Bruins       | 82 | 42 | 9  | 31 | 240 | 230 | 93  | 38  |
| 5.                | Ottawa Senators     | 82 | 38 | 9  | 35 | 236 | 247 | 85  | 32  |
| 6.                | Montreal Canadiens  | 82 | 38 | 6  | 38 | 221 | 236 | 82  | 33  |
| 7.                | Buffalo Sabres      | 82 | 35 | 11 | 36 | 201 | 222 | 81  | 33  |
| 8.                | Toronto Maple Leafs | 82 | 29 | 11 | 42 | 198 | 246 | 69  | 23  |

| Metropolitní divize |                       |    |    |    |    |     |     |     |     |
| Poz.                | Tým                   | Z  | V  | PP | P  | VG  | IG  | B   | VZP |
| 1.                  | Washington Capitals   | 82 | 56 | 8  | 18 | 252 | 193 | 120 | 52  |
| 2.                  | Pittsburgh Penguins   | 82 | 48 | 8  | 26 | 245 | 203 | 104 | 44  |
| 3.                  | New York Rangers      | 82 | 46 | 9  | 27 | 236 | 217 | 101 | 43  |
| 4.                  | New York Islanders    | 82 | 45 | 10 | 27 | 232 | 216 | 100 | 40  |
| 5.                  | Philadelphia Flyers   | 82 | 41 | 14 | 27 | 214 | 218 | 96  | 38  |
| 6.                  | Carolina Hurricanes   | 82 | 35 | 16 | 31 | 198 | 226 | 86  | 33  |
| 7.                  | New Jersey Devils     | 82 | 38 | 8  | 36 | 184 | 208 | 84  | 36  |
| 8.                  | Columbus Blue Jackets | 82 | 34 | 8  | 40 | 219 | 252 | 76  | 28  |

#### Západní konference
| Centrální divize |                     |    |    |    |    |     |     |     |     |
| Poz.             | Tým                 | Z  | V  | PP | P  | VG  | IG  | B   | VZP |
| 1.               | Dallas Stars        | 82 | 50 | 9  | 23 | 267 | 230 | 109 | 48  |
| 2.               | St. Louis Blues     | 82 | 49 | 9  | 24 | 224 | 201 | 107 | 44  |
| 3.               | Chicago Blackhawks  | 81 | 47 | 9  | 26 | 235 | 209 | 103 | 46  |
| 4.               | Nashville Predators | 82 | 41 | 14 | 27 | 228 | 215 | 96  | 37  |
| 5.               | Minnesota Wild      | 82 | 38 | 11 | 33 | 216 | 206 | 87  | 35  |
| 6.               | Colorado Avalanche  | 82 | 39 | 4  | 39 | 216 | 240 | 82  | 35  |
| 7.               | Winnipeg Jets       | 82 | 35 | 8  | 39 | 215 | 239 | 78  | 32  |

| Pacifická divize |                   |    |    |    |    |     |     |     |     |
| Poz.             | Tým               | Z  | V  | PP | P  | VG  | IG  | B   | VZP |
| 1.               | Anaheim Ducks     | 82 | 46 | 11 | 25 | 218 | 192 | 103 | 43  |
| 2.               | Los Angeles Kings | 82 | 48 | 6  | 28 | 225 | 195 | 102 | 46  |
| 3.               | San Jose Sharks   | 82 | 46 | 6  | 30 | 241 | 210 | 98  | 42  |
| 4.               | Arizona Coyotes   | 82 | 35 | 8  | 39 | 209 | 245 | 78  | 34  |
| 5.               | Calgary Flames    | 82 | 35 | 7  | 40 | 231 | 260 | 77  | 33  |
| 6.               | Vancouver Canucks | 82 | 31 | 13 | 38 | 191 | 243 | 75  | 26  |
| 7.               | Edmonton Oilers   | 82 | 31 | 8  | 43 | 203 | 245 | 70  | 27  |

## Produktivita základní části

### Kanadské bodování
Toto je pořadí hráčů podle dosažených bodů, za jeden vstřelený gól nebo přihrávku na gól hráč získal jeden bod.
| Hráč              | Tým                 | Z  | G  | A  | B   | +/- | TM | POZ |
| ----------------- | ------------------- | -- | -- | -- | --- | --- | -- | --- |
| Patrick Kane      | Chicago Blackhawks  | 82 | 46 | 60 | 106 | +17 | 30 | PK  |
| Jamie Benn        | Dallas Stars        | 82 | 41 | 48 | 89  | +7  | 64 | LK  |
| Sidney Crosby     | Pittsburgh Penguins | 80 | 36 | 49 | 85  | +19 | 42 | C   |
| Joe Thornton      | San Jose Sharks     | 82 | 19 | 63 | 82  | +25 | 54 | C   |
| Erik Karlsson     | Ottawa Senators     | 82 | 16 | 66 | 82  | –2  | 50 | O   |
| Joe Pavelski      | San Jose Sharks     | 82 | 38 | 40 | 78  | +25 | 30 | C   |
| Johnny Gaudreau   | Calgary Flames      | 79 | 30 | 48 | 78  | +4  | 20 | LK  |
| Blake Wheeler     | Winnipeg Jets       | 82 | 26 | 52 | 78  | +8  | 49 | PK  |
| Artěmij Panarin   | Chicago Blackhawks  | 80 | 30 | 47 | 77  | +8  | 32 | LK  |
| Jevgenij Kuzněcov | Washington Capitals | 82 | 20 | 57 | 77  | +27 | 32 | C   |

### Nejlepší brankáři (dle obdržených branek)
Pořadí nejlepších deseti brankářů podle průměru obdržených gólů na zápas, brankář musel mít odehráno minimálně 40% hrací doby za svůj tým.
| Hráč              | Tým                 | Z  | Č (min/sek) | V  | P  | PP | OG  | ČK | Úsp%  | POG  |
| ----------------- | ------------------- | -- | ----------- | -- | -- | -- | --- | -- | ----- | ---- |
| Ben Bishop        | Tampa Bay Lightning | 61 | 3584:38     | 35 | 21 | 4  | 123 | 6  | 92,6% | 2,06 |
| Brian Elliott     | St. Louis Blues     | 42 | 2263:00     | 23 | 8  | 6  | 78  | 4  | 93,0% | 2,07 |
| John Gibson       | Anaheim Ducks       | 40 | 2294:40     | 21 | 13 | 4  | 79  | 4  | 92,0% | 2,07 |
| Cory Schneider    | New Jersey Devils   | 58 | 3412:26     | 27 | 25 | 6  | 122 | 4  | 92,4% | 2,15 |
| Braden Holtby     | Washington Capitals | 66 | 3841:11     | 48 | 9  | 7  | 141 | 3  | 92,2% | 2,20 |
| Jonathan Quick    | Los Angeles Kings   | 68 | 4034:29     | 40 | 23 | 5  | 149 | 5  | 91,8% | 2,22 |
| Michal Neuvirth   | Philadelphia Flyers | 32 | 1825:29     | 18 | 8  | 4  | 69  | 3  | 92,4% | 2,27 |
| Martin Jones      | San Jose Sharks     | 65 | 3785:52     | 37 | 23 | 4  | 143 | 6  | 91.8% | 2,27 |
| Marc-André Fleury | Pittsburgh Penguins | 58 | 3462:33     | 35 | 17 | 6  | 132 | 5  | 92,1% | 2,29 |
| Frederik Andersen | Anaheim Ducks       | 43 | 2297:56     | 22 | 9  | 7  | 88  | 3  | 91,9% | 2,30 |
| Jaroslav Halák    | New York Islanders  | 36 | 2091:11     | 18 | 13 | 4  | 80  | 3  | 91,9% | 2,30 |

## Změny během sezony
| Hráči z           | z klubu             | do klubu                                   |
| Jiří Sekáč        | Anaheim Ducks       | Chicago Blackhawks později Arizona Coyotes |
| Milan Michálek    | Ottawa Senators     | Toronto Maple Leafs                        |
| Roman Polák       | Toronto Maple Leafs | San Jose Sharks                            |
| Tomáš Fleischmann | Montreal Canadiens  | Chicago Blackhawks                         |
| Jakub Kindl       | Detroit Red Wings   | Florida Panthers                           |
| Jiří Hudler       | Calgary Flames      | Florida Panthers                           |

## Playoff
Všechny série play-off se hrají na čtyři vítězná utkání. První zápasy byly odehrány v noci z 13. na 14. dubna 2016 středoevropského letního času (SELČ). Jméno vyše nasazeného týmu uvedeno v horním řádku soupeřící dvojice.
|  | Čtvrtfinále konference | Čtvrtfinále konference | Čtvrtfinále konference |   |                     | Semifinále konference | Semifinále konference | Semifinále konference |  |    | Finále konference   | Finále konference | Finále konference |  |    | Finále Stanley Cupu | Finále Stanley Cupu | Finále Stanley Cupu |
|  |                        |                        |                        |   |                     |                       |                       |                       |  |    |                     |                   |                   |  |    |                     |                     |                     |
|  | M1                     | Washington Capitals    | 4                      |   |                     |                       |                       |                       |  |    |                     |                   |                   |  |    |                     |                     |                     |
|  | WC                     | Philadelphia Flyers    | 2                      |   |                     |                       |                       |                       |  |    |                     |                   |                   |  |    |                     |                     |                     |
|  | WC                     | Philadelphia Flyers    | 2                      |   | M1                  | Washington Capitals   | 2                     |                       |  |    |                     |                   |                   |  |    |                     |                     |                     |
|  |                        |                        |                        |   | M1                  | Washington Capitals   | 2                     |                       |  |    |                     |                   |                   |  |    |                     |                     |                     |
|  |                        | M2                     | Pittsburgh Penguins    | 4 |                     |                       |                       |                       |  |    |                     |                   |                   |  |    |                     |                     |                     |
|  | M2                     | M2                     | Pittsburgh Penguins    | 4 | Pittsburgh Penguins | 4                     |                       |                       |  |    |                     |                   |                   |  |    |                     |                     |                     |
|  | M2                     |                        |                        |   | Pittsburgh Penguins | 4                     |                       |                       |  |    |                     |                   |                   |  |    |                     |                     |                     |
|  | M3                     | New York Rangers       | 1                      |   |                     |                       |                       |                       |  |    |                     |                   |                   |  |    |                     |                     |                     |
|  | M3                     | New York Rangers       | 1                      |   |                     |                       |                       |                       |  | M2 | Pittsburgh Penguins | 4                 |                   |  |    |                     |                     |                     |
|  | Východní konference    |                        |                        |   |                     |                       |                       |                       |  | M2 | Pittsburgh Penguins | 4                 |                   |  |    |                     |                     |                     |
|  |                        | A2                     | Tampa Bay Lightning    | 3 |                     |                       |                       |                       |  |    |                     |                   |                   |  |    |                     |                     |                     |
|  | A2                     | A2                     | Tampa Bay Lightning    | 3 | Tampa Bay Lightning | 4                     |                       |                       |  |    |                     |                   |                   |  |    |                     |                     |                     |
|  | A2                     |                        |                        |   | Tampa Bay Lightning | 4                     |                       |                       |  |    |                     |                   |                   |  |    |                     |                     |                     |
|  | A3                     | Detroit Red Wings      | 1                      |   |                     |                       |                       |                       |  |    |                     |                   |                   |  |    |                     |                     |                     |
|  | A3                     | Detroit Red Wings      | 1                      |   | A2                  | Tampa Bay Lightning   | 4                     |                       |  |    |                     |                   |                   |  |    |                     |                     |                     |
|  |                        |                        |                        |   | A2                  | Tampa Bay Lightning   | 4                     |                       |  |    |                     |                   |                   |  |    |                     |                     |                     |
|  |                        | WC                     | New York Islanders     | 1 |                     |                       |                       |                       |  |    |                     |                   |                   |  |    |                     |                     |                     |
|  | A1                     | WC                     | New York Islanders     | 1 | Florida Panthers    | 2                     |                       |                       |  |    |                     |                   |                   |  |    |                     |                     |                     |
|  | A1                     |                        |                        |   | Florida Panthers    | 2                     |                       |                       |  |    |                     |                   |                   |  |    |                     |                     |                     |
|  | WC                     | New York Islanders     | 4                      |   |                     |                       |                       |                       |  |    |                     |                   |                   |  |    |                     |                     |                     |
|  | WC                     | New York Islanders     | 4                      |   |                     |                       |                       |                       |  |    |                     |                   |                   |  | M2 | Pittsburgh Penguins | 4                   |                     |
|  |                        |                        |                        |   |                     |                       |                       |                       |  |    |                     |                   |                   |  | M2 | Pittsburgh Penguins | 4                   |                     |
|  |                        | P3                     | San Jose Sharks        | 2 |                     |                       |                       |                       |  |    |                     |                   |                   |  |    |                     |                     |                     |
|  | C1                     | P3                     | San Jose Sharks        | 2 | Dallas Stars        | 4                     |                       |                       |  |    |                     |                   |                   |  |    |                     |                     |                     |
|  | C1                     |                        |                        |   | Dallas Stars        | 4                     |                       |                       |  |    |                     |                   |                   |  |    |                     |                     |                     |
|  | WC                     | Minnesota Wild         | 2                      |   |                     |                       |                       |                       |  |    |                     |                   |                   |  |    |                     |                     |                     |
|  | WC                     | Minnesota Wild         | 2                      |   | C1                  | Dallas Stars          | 3                     |                       |  |    |                     |                   |                   |  |    |                     |                     |                     |
|  |                        |                        |                        |   | C1                  | Dallas Stars          | 3                     |                       |  |    |                     |                   |                   |  |    |                     |                     |                     |
|  |                        | C2                     | St. Louis Blues        | 4 |                     |                       |                       |                       |  |    |                     |                   |                   |  |    |                     |                     |                     |
|  | C2                     | C2                     | St. Louis Blues        | 4 | St. Louis Blues     | 4                     |                       |                       |  |    |                     |                   |                   |  |    |                     |                     |                     |
|  | C2                     |                        |                        |   | St. Louis Blues     | 4                     |                       |                       |  |    |                     |                   |                   |  |    |                     |                     |                     |
|  | C3                     | Chicago Blackhawks     | 3                      |   |                     |                       |                       |                       |  |    |                     |                   |                   |  |    |                     |                     |                     |
|  | C3                     | Chicago Blackhawks     | 3                      |   |                     |                       |                       |                       |  | C2 | St. Louis Blues     | 2                 |                   |  |    |                     |                     |                     |
|  | Západní konference     |                        |                        |   |                     |                       |                       |                       |  | C2 | St. Louis Blues     | 2                 |                   |  |    |                     |                     |                     |
|  |                        | P3                     | San Jose Sharks        | 4 |                     |                       |                       |                       |  |    |                     |                   |                   |  |    |                     |                     |                     |
|  | P2                     | P3                     | San Jose Sharks        | 4 | Los Angeles Kings   | 1                     |                       |                       |  |    |                     |                   |                   |  |    |                     |                     |                     |
|  | P2                     |                        |                        |   | Los Angeles Kings   | 1                     |                       |                       |  |    |                     |                   |                   |  |    |                     |                     |                     |
|  | P3                     | San Jose Sharks        | 4                      |   |                     |                       |                       |                       |  |    |                     |                   |                   |  |    |                     |                     |                     |
|  | P3                     | San Jose Sharks        | 4                      |   | P3                  | San Jose Sharks       | 4                     |                       |  |    |                     |                   |                   |  |    |                     |                     |                     |
|  |                        |                        |                        |   | P3                  | San Jose Sharks       | 4                     |                       |  |    |                     |                   |                   |  |    |                     |                     |                     |
|  |                        | WC                     | Nashville Predators    | 3 |                     |                       |                       |                       |  |    |                     |                   |                   |  |    |                     |                     |                     |
|  | P1                     | WC                     | Nashville Predators    | 3 | Anaheim Ducks       | 3                     |                       |                       |  |    |                     |                   |                   |  |    |                     |                     |                     |
|  | P1                     |                        |                        |   | Anaheim Ducks       | 3                     |                       |                       |  |    |                     |                   |                   |  |    |                     |                     |                     |
|  | WC                     | Nashville Predators    | 4                      |   |                     |                       |                       |                       |  |    |                     |                   |                   |  |    |                     |                     |                     |

### Východní konference
Výše nasazený tým hraje doma 1., 2. a případný 5. a 7. zápas.

#### Čtvrtfinále
| Výše nasazený tým   | Níže nasazený tým   | Stav série | Výsledky zápasů | Výsledky zápasů                                 | Výsledky zápasů                                 | Výsledky zápasů | Výsledky zápasů | Výsledky zápasů | Výsledky zápasů |
| Výše nasazený tým   | Níže nasazený tým   | Stav série | 1.              | 2.                                              | 3.                                              | 4.              | 5.              | 6.              | 7.              |
| ------------------- | ------------------- | ---------- | --------------- | ----------------------------------------------- | ----------------------------------------------- | --------------- | --------------- | --------------- | --------------- |
| Florida Panthers    | New York Islanders  | 2 : 4      | 4:5             | 3:1                                             | 3:4pp                                           | 2:1             | 1:2pp           | 1:2pp           |                 |
| Tampa Bay Lightning | Detroit Red Wings   | 4 : 1      | 3:2             | 5:2                                             | 0:2                                             | 3:2             | 1:0             | -               | -               |
| Washington Capitals | Philadelphia Flyers | 4 : 2      | 2:0             | 4:1 Archivováno 25. 4. 2016 na Wayback Machine. | 6:1 Archivováno 27. 4. 2016 na Wayback Machine. | 1:2             | 0:2             | 1:0             |                 |
| Pittsburgh Penguins | New York Rangers    | 4 : 1      | 5:2             | 2:4                                             | 3:1                                             | 5:0             | 6:3             | -               | -               |

#### Semifinále
| Výše nasazený tým   | Níže nasazený tým   | Stav série | Výsledky zápasů | Výsledky zápasů | Výsledky zápasů | Výsledky zápasů | Výsledky zápasů | Výsledky zápasů | Výsledky zápasů |
| Výše nasazený tým   | Níže nasazený tým   | Stav série | 1.              | 2.              | 3.              | 4.              | 5.              | 6.              | 7.              |
| ------------------- | ------------------- | ---------- | --------------- | --------------- | --------------- | --------------- | --------------- | --------------- | --------------- |
| Tampa Bay Lightning | New York Islanders  | 4 : 1      | 3:5             | 4:1             | 5:4pp           | 2:1pp           | 4:0             |                 |                 |
| Washington Capitals | Pittsburgh Penguins | 2 : 4      | 4:3pp           | 1:2             | 2:3             | 2:3pp           | 3:1             | 3:4 pp          |                 |

#### Finále
| Výše nasazený tým   | Níže nasazený tým   | Stav série | Výsledky zápasů | Výsledky zápasů | Výsledky zápasů | Výsledky zápasů | Výsledky zápasů | Výsledky zápasů | Výsledky zápasů |
| Výše nasazený tým   | Níže nasazený tým   | Stav série | 1.              | 2.              | 3.              | 4.              | 5.              | 6.              | 7.              |
| ------------------- | ------------------- | ---------- | --------------- | --------------- | --------------- | --------------- | --------------- | --------------- | --------------- |
| Pittsburgh Penguins | Tampa Bay Lightning | 4 : 3      | 1:3             | 3:2pp           | 4:2             | 3:4             | 3:4 pp          | 5:2             | 2:1             |

### Západní konference
Výše nasazený tým hraje doma 1., 2. a případný 5. a 7. zápas.

#### Čtvrtfinále
| Výše nasazený tým | Níže nasazený tým   | Stav série | Výsledky zápasů | Výsledky zápasů                                 | Výsledky zápasů | Výsledky zápasů | Výsledky zápasů | Výsledky zápasů | Výsledky zápasů |
| Výše nasazený tým | Níže nasazený tým   | Stav série | 1.              | 2.                                              | 3.              | 4.              | 5.              | 6.              | 7.              |
| ----------------- | ------------------- | ---------- | --------------- | ----------------------------------------------- | --------------- | --------------- | --------------- | --------------- | --------------- |
| Dallas Stars      | Minnesota Wild      | 4 : 2      | 4:0             | 2:1 Archivováno 25. 4. 2016 na Wayback Machine. | 3:5             | 3:2             | 4:5pp           | 5:4             |                 |
| St. Louis Blues   | Chicago Blackhawks  | 4 : 3      | 1:0pp           | 2:3                                             | 3:2             | 4:3             | 3:4pp           | 3:6             | 3:2             |
| Anaheim Ducks     | Nashville Predators | 3 : 4      | 2:3             | 2:3                                             | 3:0             | 4:1             | 5:2             | 1:3             | 1:2             |
| Los Angeles Kings | San Jose Sharks     | 1 : 4      | 3:4             | 1:2                                             | 2:1pp           | 2:3             | 3:6             |                 |                 |

#### Semifinále
| Výše nasazený tým | Níže nasazený tým   | Stav série | Výsledky zápasů | Výsledky zápasů | Výsledky zápasů | Výsledky zápasů | Výsledky zápasů | Výsledky zápasů | Výsledky zápasů |
| Výše nasazený tým | Níže nasazený tým   | Stav série | 1.              | 2.              | 3.              | 4.              | 5.              | 6.              | 7.              |
| ----------------- | ------------------- | ---------- | --------------- | --------------- | --------------- | --------------- | --------------- | --------------- | --------------- |
| Dallas Stars      | St. Louis Blues     | 3 : 4      | 2:1             | 3:4pp           | 1:6             | 3:2pp           | 1:4             | 3:2             | 1:6             |
| San Jose Sharks   | Nashville Predators | 4 : 3      | 5:2             | 3:2             | 1:4             | 3:4pp           | 5:1             | 3:4pp           | 5:0             |

#### Finále
| Výše nasazený tým | Níže nasazený tým | Stav série | Výsledky zápasů | Výsledky zápasů | Výsledky zápasů | Výsledky zápasů | Výsledky zápasů | Výsledky zápasů | Výsledky zápasů |
| Výše nasazený tým | Níže nasazený tým | Stav série | 1.              | 2.              | 3.              | 4.              | 5.              | 6.              | 7.              |
| ----------------- | ----------------- | ---------- | --------------- | --------------- | --------------- | --------------- | --------------- | --------------- | --------------- |
| St. Louis Blues   | San Jose Sharks   | 2 : 4      | 2:1             | 0:4             | 0:3             | 6:3             | 3:6             | 2:5             |                 |

### Finále Stanley Cupu
| Výše nasazený tým   | Níže nasazený tým | Stav série | Výsledky zápasů | Výsledky zápasů | Výsledky zápasů | Výsledky zápasů | Výsledky zápasů | Výsledky zápasů | Výsledky zápasů |
| Výše nasazený tým   | Níže nasazený tým | Stav série | 1.              | 2.              | 3.              | 4.              | 5.              | 6.              | 7.              |
| ------------------- | ----------------- | ---------- | --------------- | --------------- | --------------- | --------------- | --------------- | --------------- | --------------- |
| Pittsburgh Penguins | San Jose Sharks   | 4 : 2      | 3:2             | 2:1pp           | 2:3pp           | 3:1             | 2:4             | 3:1             |                 |

## Produktivita play-off

### Kanadské bodování
Toto je pořadí hráčů podle dosažených bodů, za jeden vstřelený gól nebo přihrávku na gól hráč získal jeden bod.
| Hráč            | Tým                 | Z  | G  | A  | B  | +/- | TM | POZ |
| --------------- | ------------------- | -- | -- | -- | -- | --- | -- | --- |
| Logan Couture   | San Jose Sharks     | 24 | 10 | 20 | 30 | +5  | 8  | C   |
| Brent Burns     | San Jose Sharks     | 24 | 7  | 17 | 24 | +11 | 12 | O   |
| Joe Pavelski    | San Jose Sharks     | 24 | 14 | 9  | 23 | +1  | 4  | C   |
| Phil Kessel     | Pittsburgh Penguins | 24 | 10 | 12 | 22 | +5  | 4  | PK  |
| Joe Thornton    | San Jose Sharks     | 24 | 3  | 18 | 21 | +2  | 10 | C   |
| Nikita Kučerov  | Tampa Bay Lightning | 17 | 11 | 8  | 19 | +13 | 8  | PK  |
| Sidney Crosby   | Pittsburgh Penguins | 24 | 6  | 13 | 19 | –2  | 4  | C   |
| Jevgenij Malkin | Pittsburgh Penguins | 22 | 6  | 12 | 18 | +1  | 18 | C   |
| Nick Bonino     | Pittsburgh Penguins | 24 | 4  | 14 | 18 | +9  | 12 | C   |
| Tyler Johnson   | Tampa Bay Lightning | 17 | 7  | 10 | 17 | +9  | 12 | C   |

### Nejlepší brankáři (dle obdržených branek)
Pořadí nejlepších brankářů podle průměru obdržených gólů na zápas, brankář musel mít odehráno minimálně 40% hrací doby za svůj tým a čas na ledě přes 420 minut.
| Hráč           | Tým                 | Z  | Č (min/sek) | V  | P  | SNB | OG | ČK | Úsp%  | POG  |
| -------------- | ------------------- | -- | ----------- | -- | -- | --- | -- | -- | ----- | ---- |
| Braden Holtby  | Washington Capitals | 12 | 731:32      | 6  | 6  | 363 | 21 | 2  | 94,2% | 1,72 |
| Ben Bishop     | Tampa Bay Lightning | 11 | 582:26      | 8  | 2  | 297 | 18 | 2  | 93,9% | 1,85 |
| Roberto Luongo | Florida Panthers    | 6  | 438:20      | 2  | 4  | 227 | 15 | 0  | 93,4% | 2,05 |
| Matt Murray    | Pittsburgh Penguins | 21 | 1267:16     | 15 | 6  | 575 | 44 | 1  | 92,3% | 2,08 |
| Martin Jones   | San Jose Sharks     | 24 | 1473:18     | 14 | 10 | 684 | 53 | 3  | 92,3% | 2,16 |